# Top (bdsm)

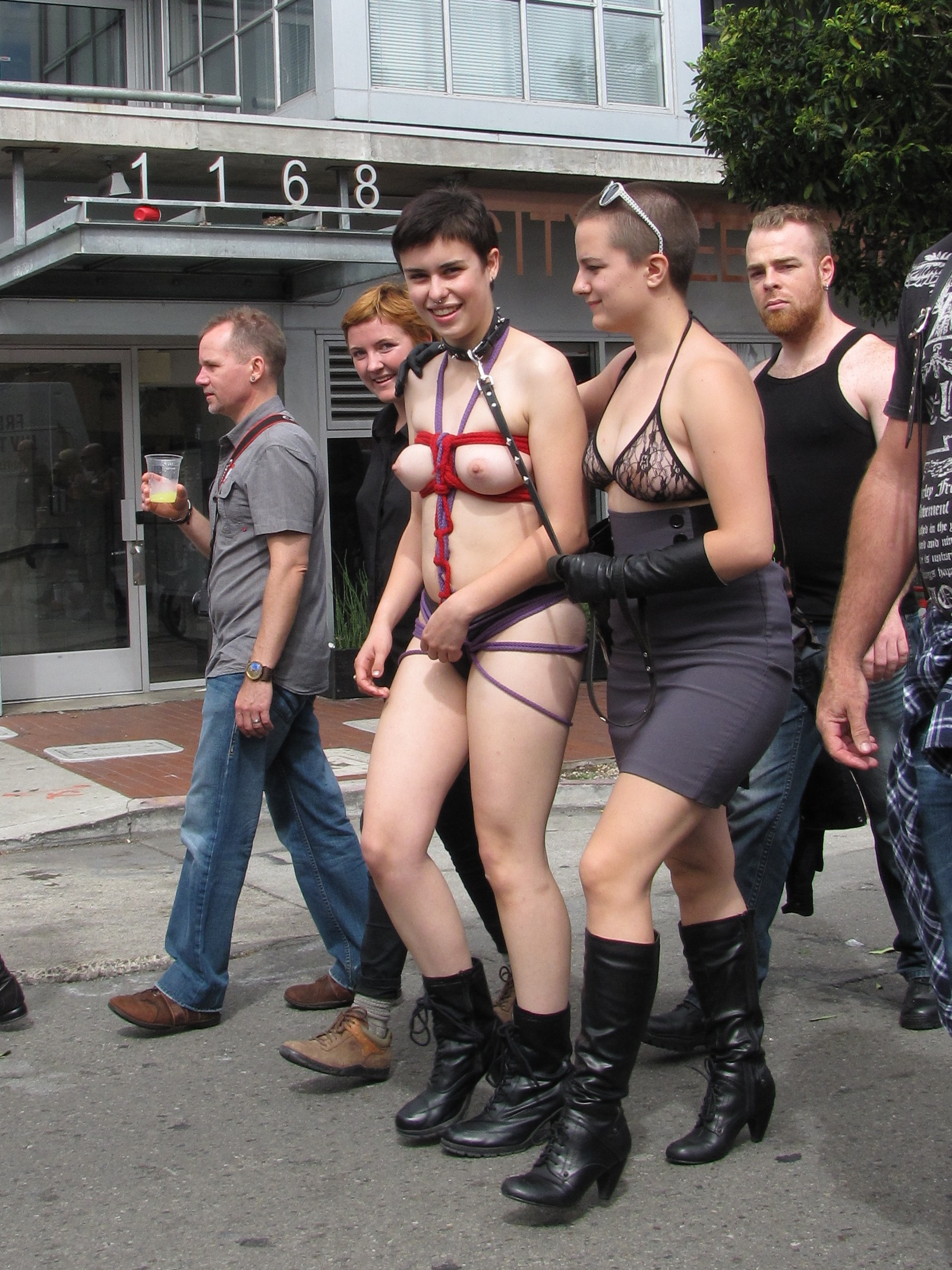
Een vrouwelijke top met een vrouwelijke bottom tijdens Folsom Street Fair in San Francisco, 2013

Top is een seksuele rol in de sm-wereld. De rol behelst het vervullen van de onderwerpende, al dan niet penetrerende partner tijdens het sm-seksspel. Het staat in direct verband met de rol van seksueel meester tijdens sadistische seksspelen als vernedering, dienen en leiden en die tijdens bondage en spanking. De tegenovergestelde rol  heet bottom.

## Top in het algemeen
Meer in het algemeen heeft top de betekenis van dominante, actieve, al dan niet penetrerende partner tijdens seksuele contacten.

## Rolwisseling
Een top lijkt slechts de onderwerpende rol te spelen, maar zoals vaker bij sm, bedriegt de schijn vaak. De top geniet ervan bevelen te geven aan de gedomineerde bottom. Maar als de top dat in opdracht van de bottom doet is de top een dienende top en dus in feite de bottom of de dienaar van de bottom.
Het is dan ook de ontoegeeflijke bottom die het sm-spel start door de top de opdracht te geven de gewenste handelingen te verrichten. De top kan alleen top spelen als de bottom daartoe instrueert.
Het wisselen van rol tijdens het spel is een gangbare praktijk.

## Misverstanden
Topping from the bottom is de sm-term die het mechanisme omschrijft dat de bottom gedomineerd wordt en wil worden, maar tegelijkertijd de top beveelt te doen wat de bottom wenst. Het staat in sm-kringen bekend als een 'beginnersfout' van naar onderdrukking verlangende sm-nieuwelingen die nog onervaren zijn in het spel dat ook de top genoegen moet schenken.
De waarlijk dominante sm-top geeft de onderdanige bottom bevelen of gebruikt de bottom voor lichamelijke of psychologische spelletjes, maar geeft tegelijk opdracht om die handelingen ook op hem-/haarzelf toe te passen.  De rolwisseling die sm zo siert leidt er dan bijvoorbeeld toe dat een vrouwelijke top een vrouwelijke bottom gebiedt haar te penetreren.

## Afspraken
Om verantwoord aan bdsm te doen zonder te belanden in eenzijdig toegepast sadisme is het belangrijk dat de vrijwillige partners verantwoordelijkheid erkennen voor elkanders seksuele gevoelens, behoeften en psychologische en lichamelijke grenzen. Zo is het niet verantwoord een sm-spel aan te gaan met een partner met onverwerkte gewelddadige seksuele ervaringen als incest,  verkrachting en mishandeling.
De top heeft een grote verantwoording tegenover de bottom. Kent de top de grenzen van de bottom niet of onvoldoende, kan er grote emotionele, psychische of fysieke schade aan de bottom gedaan worden. De top moet dus veel aandacht aan de reacties van de bottom besteden.
Belangrijk is met elkaar een stopwoord af te spreken dat uitgesproken wordt als het spel voor een deelnemende niet meer als prettig ervaren wordt.